# Rilettius socius
Rilettius socius är en skalbaggsart som beskrevs av Abdullah 1964. Rilettius socius ingår i släktet Rilettius och familjen kvickbaggar. Inga underarter finns listade i Catalogue of Life.